# Hans II Schaffgotsch

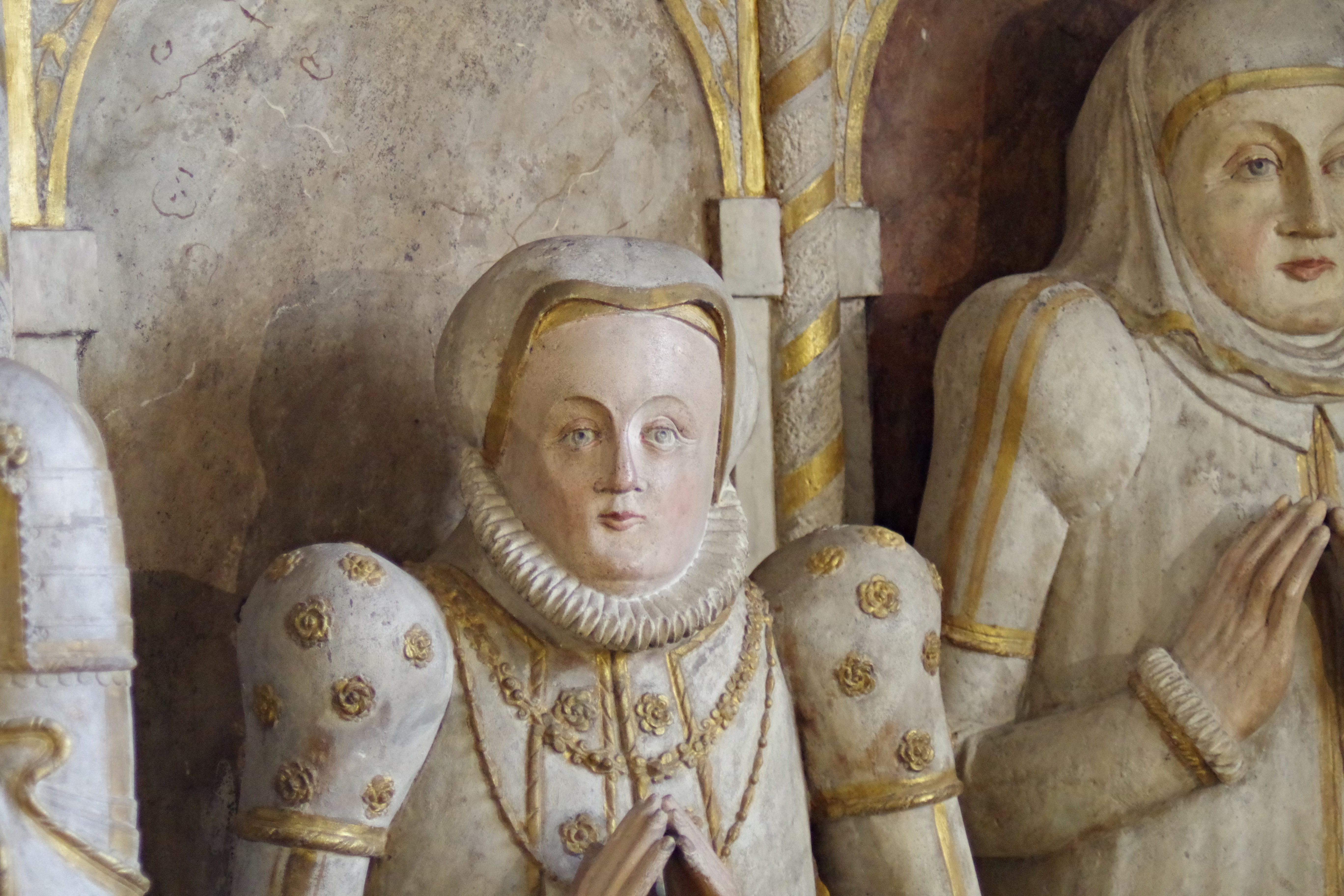
Magdalena (L), żona Krzysztofa; Magdalena (P), żona Hans II

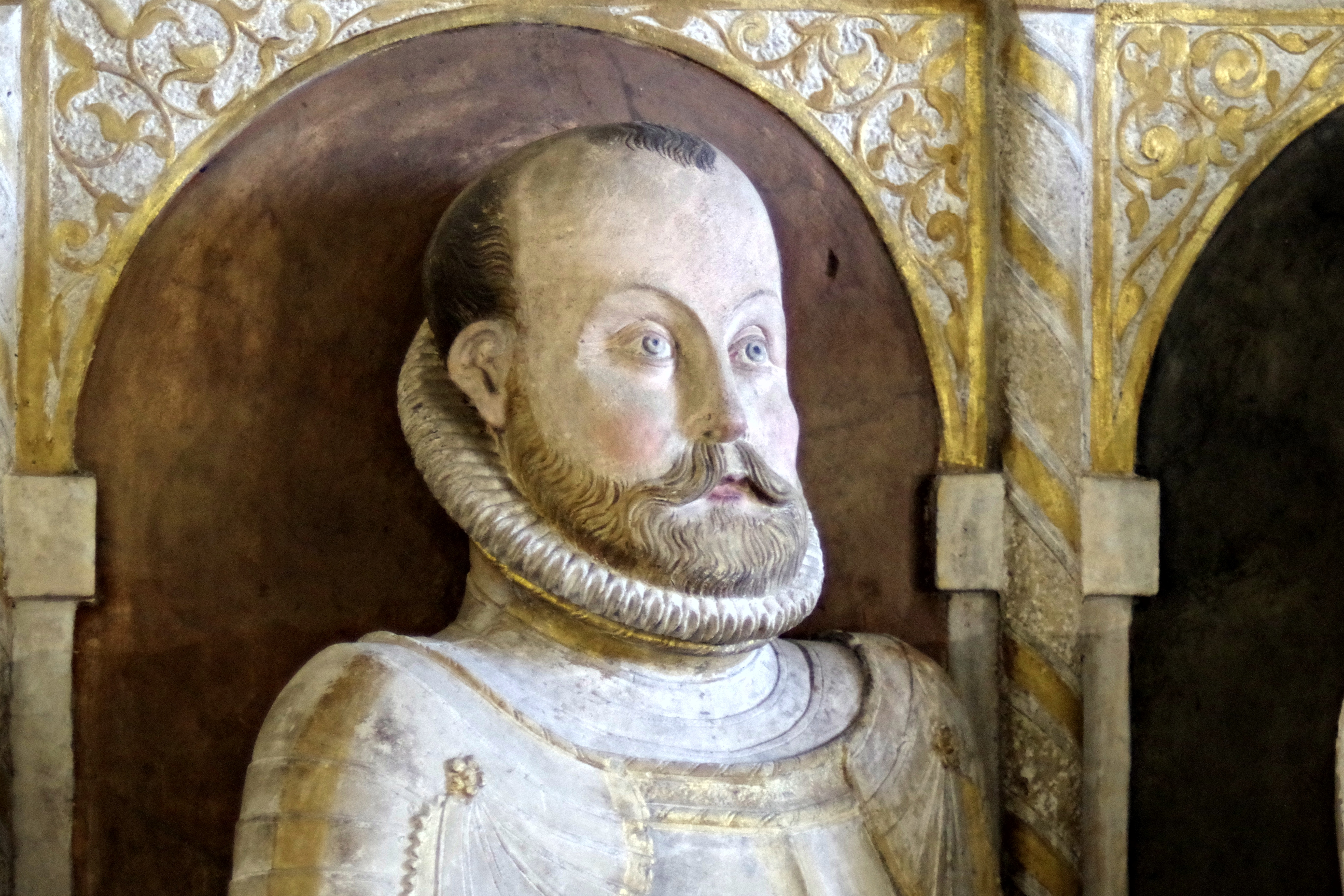
Syn Hansa: Hans Ulryk (1553–89)

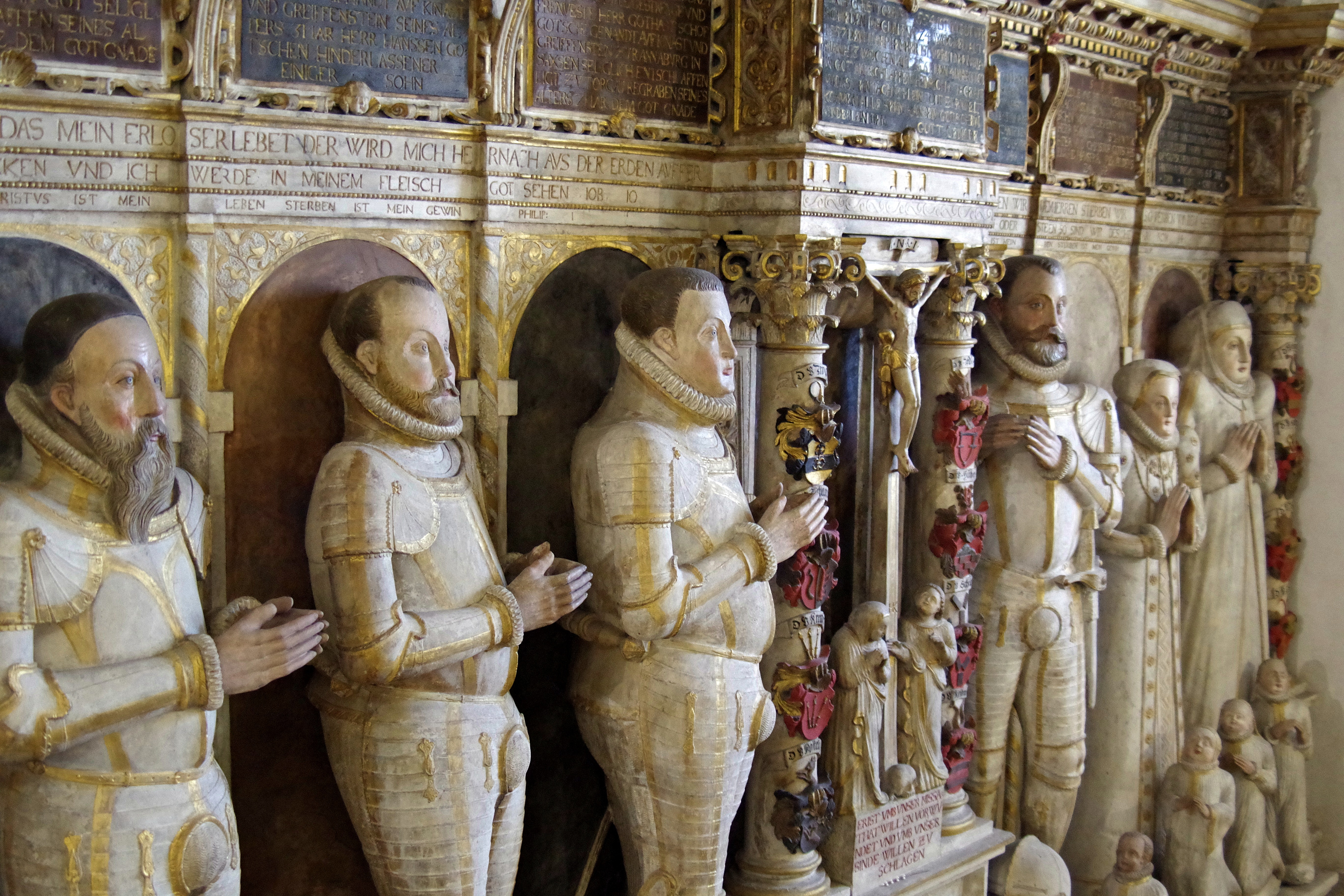
Epitafium w kościele

Hans II Schaffgotsch (ur.  1496, zm. 1584)  – kanclerz księstwa świdnicko-jaworskiego.
Hans II był synem Ulryka I (1453–1543) i Anny Zwolskiej; wnukiem Kaspara l (zm. 1534). W 1560 ożenił się z Magdaleną von Zedlitz, która jako wiano wniosła dwór w Podgórzynie. Miał z nią syna Hansa Ulryka (1553–1589). Był panem na zamkach Chojnik i Gryf. Sprawował funkcje rządcy dworu królewskiego i kanclerza księstwa świdnicko-jaworskiego. W Gryfowie Śląskim ufundował szpital. Epitafium z jego postacią znajduje się w kościele św. Jadwigi w Gryfowie Śląskim. 

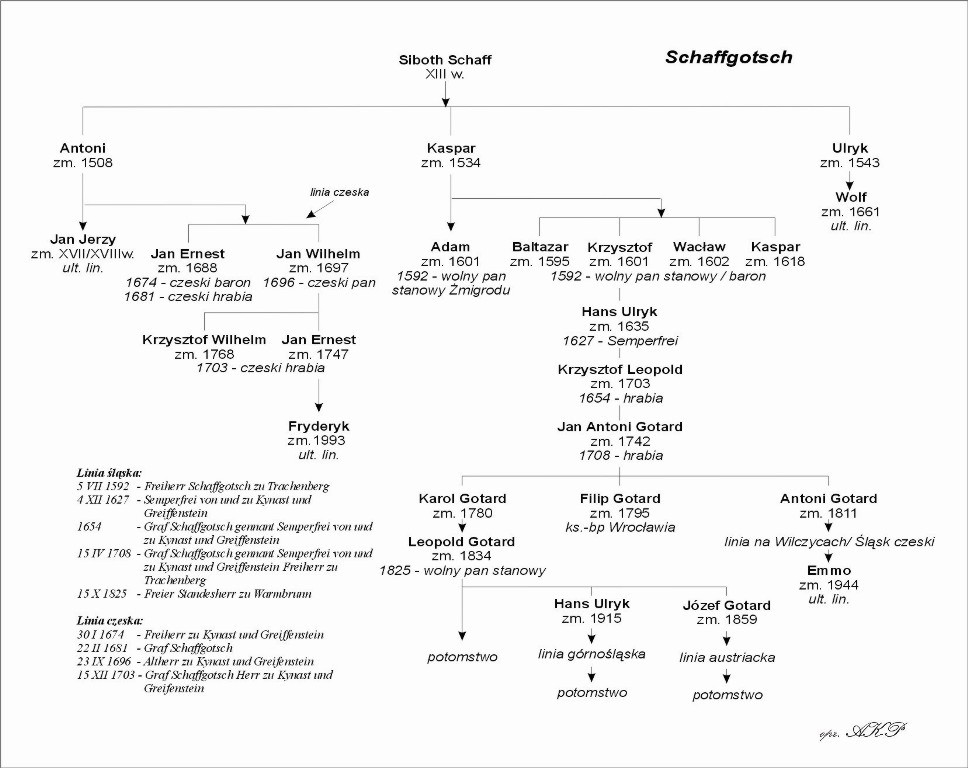
Ojciec i dziadek Ulryk I na drzewie genealogicznym